# Флоріан Маранж
Флоріа́н Мара́нж (фр. Florian Marange, нар. 3 березня 1986, Таланс, Жиронда, Нова Аквітанія) — французький футболіст, лівий захисник клубу «Бастія» та, в минулому, молодіжної збірної Франції.

## Клубна кар'єра
У дорослому футболі дебютував 2004 року виступами за команду клубу «Бордо», в якій провів п'ять сезонів, взявши участь у 50 матчах чемпіонату.
Згодом з 2009 по 2010 рік грав у складі команд клубів «Гавр» та «Нансі».
До складу клубу «Бордо» повернувся 2010 року. Протягом наступних 2,5 років відіграв за команду з Бордо в національному чемпіонаті лише 25 матчів, зазвичай програючи конкуренцію за місце основного лівого захисника Бенуа Тремуліні.

## Виступи за збірні
2005 року дебютував у складі юнацької збірної Франції.
Протягом 2006—2009 років залучався до складу молодіжної збірної Франції. На молодіжному рівні зіграв у 6 офіційних матчах.

## Титули і досягнення
- Володар Кубка французької ліги (1):

«Бордо»:  2006-07
- Володар Кубка Франції (1):

«Бордо»:  2012-13
Збірні
- Чемпіон Європи (U-19): 2005